# Benny Fredriksson

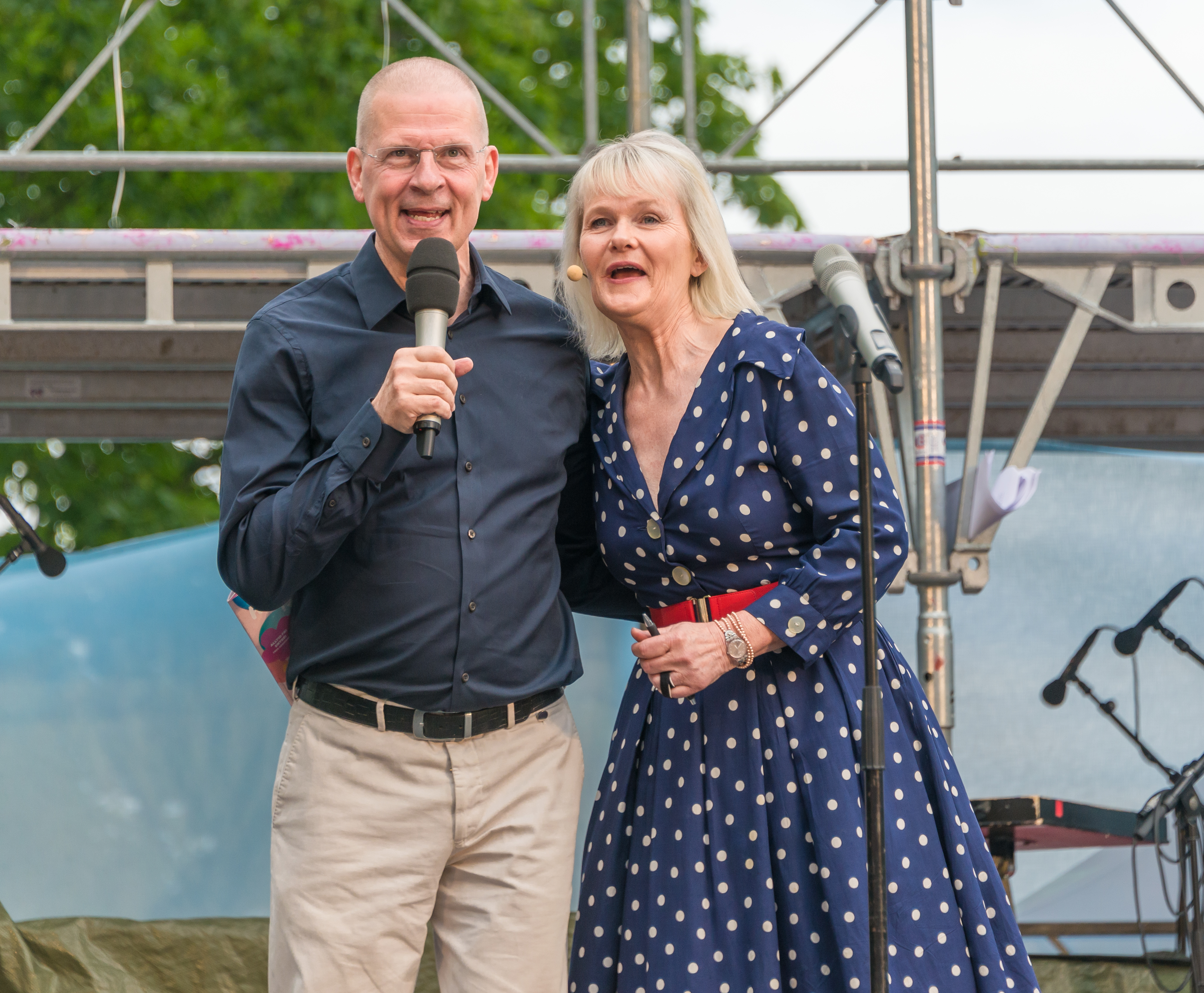
Benny Fredriksson och Parkteaterchefen Sissela Kyle inviger firandet i Vitabergsparken den 11 juni 2017 av Parkteaterns bildande för exakt 75 år sedan.

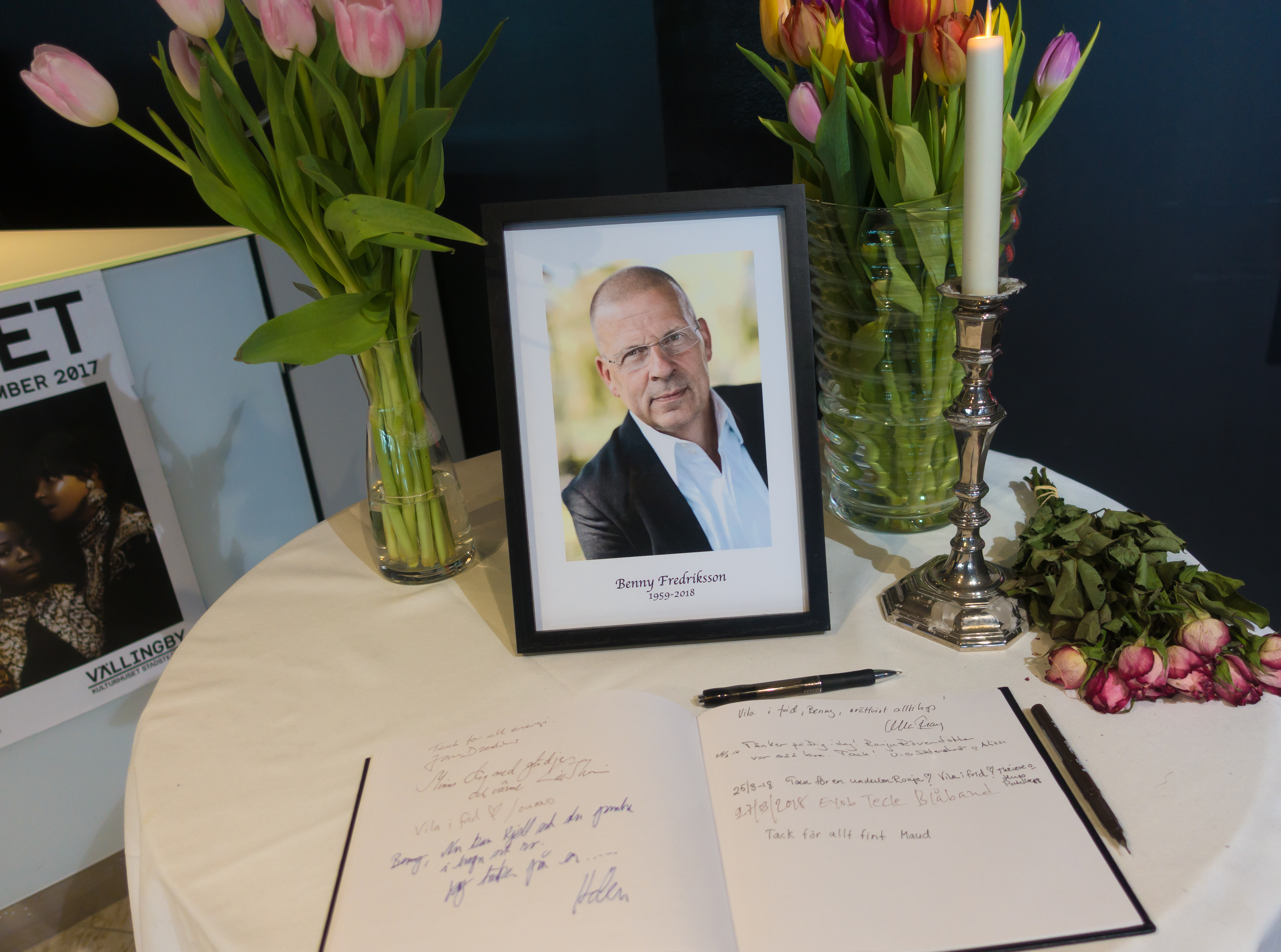
Kondoleanser för Benny Fredriksson i Kulturhuset i juni 2018.

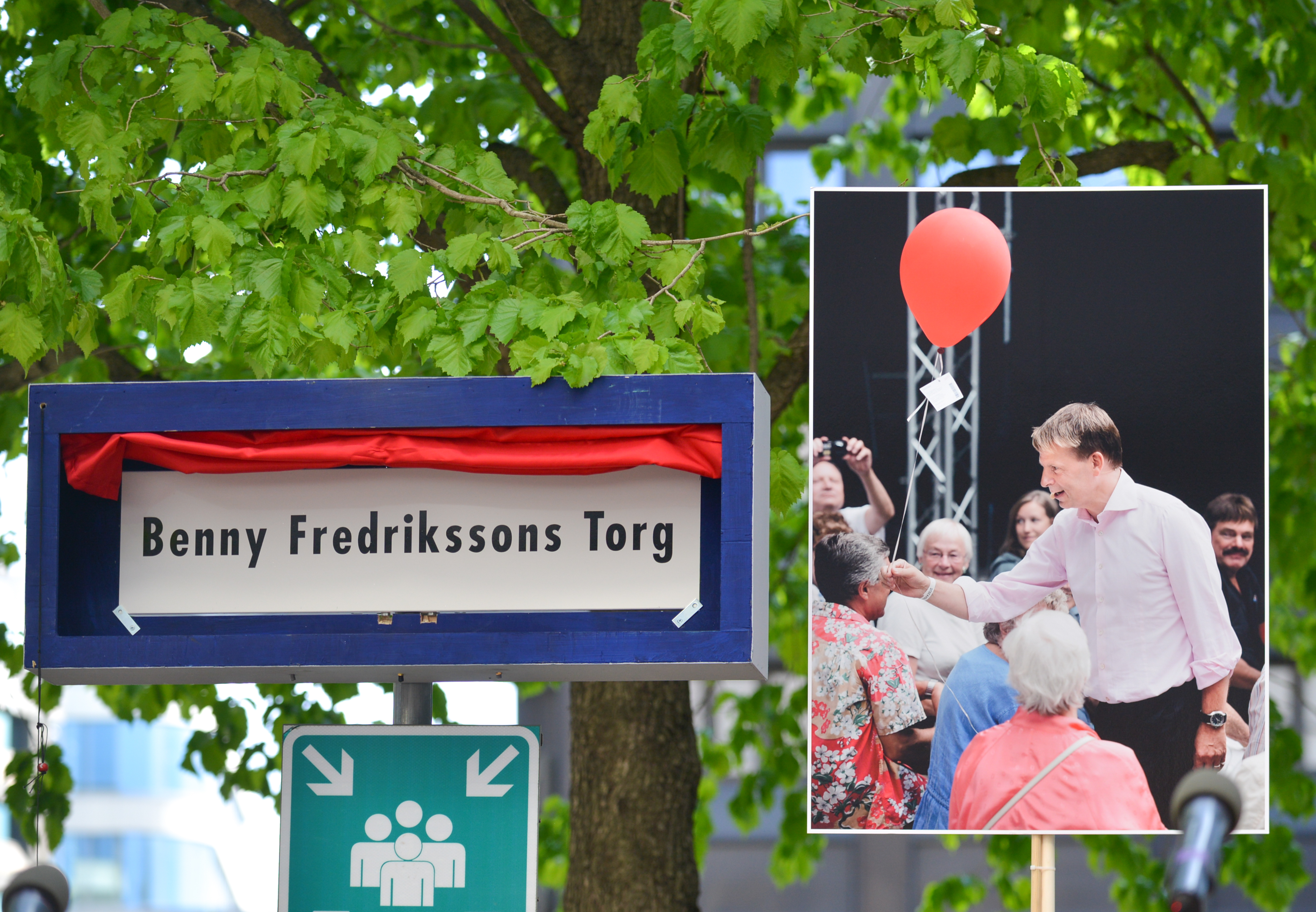
Vid invigningen av Benny Fredrikssons torg i maj 2019.

Benny Holger Fredriksson, född 2 juli 1959 i Hägersten, Stockholm, död 17 mars 2018 i Sydney i Australien, var en svensk skådespelare, teaterregissör och vd för Kulturhuset Stadsteatern i Stockholm.
Fredriksson avgick som vd för Kulturhuset och tog senare sitt liv efter en publicering i Aftonbladet i samband med kampanjen metoo.

## Biografi

### Tidiga år och familj
Benny Fredriksson föddes som son till taxiföraren Nils Holger Fredriksson och lokalvårdaren Ulla Maria Fredriksson. I ungdomen växte han upp i Midsommarkransen i södra Stockholm.
Fredriksson utbildade sig vid Statens scenskola i Stockholm 1979–1982.
Han var från 1989 till sin död gift med Anne Sofie von Otter.

### Arbetsliv
Fredriksson arbetade som 16-åring vid Stockholms stadsteater som biljettvaktmästare.
Efter utbildningen var Fredriksson verksam både som skådespelare och som regissör, bland annat vid  Kungliga Operan, Göteborgs stadsteater, Riksteatern, Drottningholmsteatern och Stockholms stadsteater. 
Han var konstnärlig ledare för Parkteatern och ensemblechef på Stockholms stadsteater innan han blev chef och teaterchef för Stockholms stadsteater i mars 2002. Mellan juli 2013 och december 2017 var Benny Fredriksson vd för Stockholms Stadsteater AB som driver verksamheten Kulturhuset Stadsteatern. Fredriksson utvecklade och moderniserade teatern, och till hans största förtjänster hörde förmågan att lägga en repertoar som fyllde salongerna.
Efter 16 år som vd slutade Fredriksson i december 2017, efter att hård men anonym kritik i media under Metoo-kampanjen under hösten riktats mot hans ledarstil. Fackordföranden bekräftade att det fanns fog för kritik men menade att vittnesmålen gav en alltför hård bild, och tvingades då själv att avgå ett par dagar innan Fredriksson.
I Stadsteaterns egen utredning om Fredriksson framkom inget om sexuella trakasserier. Efter att ha intervjuat 135 anställda, tidigare anställda, och andra med kopplingar till Stadsteatern, framkom att Benny Fredriksson inte hade varit en perfekt chef.:46m57s

#### Publiceringarna i samband med metoo
Den 5 december 2017, i samband med metoo, publicerade Aftonbladet en artikel på webben. Samma artikel med vissa förkortningar publicerades i den tryckta tidningen dagen efter. Publiceringarna bestod till övervägande del av en rad anklagelser mot Benny Fredriksson avseende enskilda händelser samt svepande och kränkande beskrivningar av honom som person. Löpsedeln, med bild på Fredriksson, löd "TEATERCHEF PRESSADE skådespelare TILL ABORT FÖR EN ROLL" och med texten "Anställda målar upp en skräckbild av vd:n för kulturhuset" samt citatet "'Alla är rädda för honom'":34m28s Felaktiga och grovt kränkande uppgifter kom senare att ligga kvar på Aftonbladets webbplats i mer än sex månader efter att tidningen fått kännedom om felet. Aftonbladet hade tagit del av 40 berättelser, varav alla utom en var anonyma. Tillsammans med berättelserna hade tidningen även fått ett upprop vars uttalade syfte var att få bort Fredriksson.
Aftonbladet kontaktade Stadsteaterns presstjänst på kvällen dagen före publiceringen för en kommentar av Fredriksson, vilket presstjänsten upptäckte fyra timmar före publiceringen. Vid det laget hade Aftonbladet mailat igen med ytterligare anklagelser. Journalisten Lina Makboul, som senare gjorde programmet "#metoo och Fredrik Virtanen" för Uppdrag granskning i maj 2018 och som även granskade Aftonbladets publicering om Fredriksson, kommenterade det 2023 med "Alltså, marginalerna... Han hade ju ingen chans. Hur fan ska man bemöta 40 vittnesmål? Var börjar man?":45m28s Makboul hade i februari 2018 hittat svagheter i Aftonbladets granskning och ville göra ett program om det. Hon sökte Fredriksson, men fick svar från hans pressekreterare att han inte orkade medverka.:42m59s I samband med #metoo var många rädda för att försvara utpekade då de riskerade sitt eget jobb och sitt sammanhang, men i Fredrikssons fall var det flera som gick ut i samband med Aftonbladets publiceringar, bland annat Margareta Garpe som ifrågasatte granskningarna. Makboul sade 2023 att det var märkligt att Aftonbladet inte hade lyckats hitta någon som kunde ge en annan bild av Fredriksson.:50m00s
Enligt pressens publicitetsregler ska medier "Sträva efter att ge personer, som kritiseras i faktaredovisande material tillfälle att bemöta kritiken samtidigt. [...] Var uppmärksam på att anmälningar av olika slag kan ha till enda syfte att skada den som blivit anmäld."
Pressens Opinionsnämnd (PON) tog upp Aftonbladets publicering och kom i mars 2019 fram till att Aftonbladet med otydliga belägg och svepande nedsättande beskrivningar hade tillfogat Fredriksson en oförsvarlig publicitetsskada. Aftonbladet hade inte gjort tillräckligt för att undersöka uppgifterna och hade därmed inte grund för att publicera så allvarliga anklagelser, och hade inte heller givit Fredriksson tillräckligt med tid att bemöta uppgifterna. Publiceringen fälldes för att ha "grovt brutit mot god publicistisk sed", vilket är den allvarligaste graden.:45m55s
Åsa Linderborg skrev efter Fredrikssons död "Hade vi kunnat göra annorlunda? Bortsett från en löpsedel som borde formulerats på ett annat sätt, så tror jag inte det. Hur gärna man än vill vara restriktiv med namnpubliceringar är det ibland en omöjlighet. Som i det här fallet, när personen har det enda jobbet i Sverige som granskningen handlar om. Vi stod med alldeles för många vittnesmål för att inte skriva om arbetsmiljöproblemen på Stadsteatern. Vi sökte dem som hade andra uppfattningar, vi visste ju att de fanns, men de ville eller vågade inte ställa upp i de allmänt hysteriska Metoo-tiderna som inte medgav några nyanseringar." Hon skrev "De här reflektionerna hade jag kunnat väcka vid liv vid vilken annan tidpunkt som helst, och det smärtar mig djupt att jag får akut anledning att göra det nu. Aftonbladets granskning var helt legitim, men den ställer ändå journalistikens makt på sin spets. Det måste vi prata mer om."
Lena K. Samuelsson, som tillträdde som Aftonbladets chefredaktör först efter händelsen, sade efter Fredikssons död i mars 2018 att det var "tid för självrannsakan, inte förhastade slutsatser", och att Aftonbladets granskning, undantaget löpsedeln, var "väl underbyggd och noggrant genomförd." Efter fällningen i PON sade hon att "Aftonbladet har gjort fel", men också att "I Sverige har vi ett väl fungerande pressetiskt system."
Sveriges Television fälldes i Granskningsnämnden för radio och TV för ett av sina inslag.
Lars Truedson vid Institutet för mediestudier skrev i juni 2020 att namnpubliceringarna kring Fredriksson "utvecklade sig till ett av de absolut mest tragiska och skakande fall svensk medieetik någonsin upplevt.":10

### Död och eftermäle
Enligt hustrun Anne Sofie von Otter drabbades Fredriksson av en djup depression till följd av artiklarna i samband med metoo, och led av PTSD. von Otter sade att han förnekade att han övervägde självmord, "Men han var trasig, riktigt sjuk." Han ångrade att han hade sagt upp sig så hastigt.
Den 17 mars 2018 begick Fredriksson självmord under en resa i Australien. I ett pressmeddelande från Kulturhuset Stadsteatern sade tillförordnade vd:n Sture Carlsson att "Efter att under 16 års tid ha vigt sitt liv åt att leda och utveckla Kulturhuset Stadsteatern lämnade Benny Fredriksson abrupt sitt livsverk till följd av ett gränslöst mediedrev. Det var både fruktansvärt sorgligt och orättvist. Hos honom skapade det ett sår som icke gick att läka. Det är en stor tragedi."
von Otter intervjuades den 25 juli 2018 i tyska tidningen Die Zeit. Hon anklagade medier för att under Metoo-kampanjen överdriva anklagelser om oönskat beteende och att pornografiska undertoner blev en strategi för medierna att attrahera läsare, och hoppades att fallet blev ett bryskt uppvaknande för tidningar som hon sade hade tagit hedern av hennes make.
Den 17 maj 2019 fick Benny Fredriksson ett torg uppkallat efter sig. Benny Fredrikssons Torg heter numera platsen mellan Kulturhuset Stadsteatern och Riksbanken (tidigare Beridarbansgatan).
I juli 2020 instiftade Kulturhuset Stadsteatern och Anne Sofie von Otter ett årligt pris om 100 000 kronor, Bennypriset, till minne av Fredriksson. Bland pristagarna finns Lisa Nilsson (2020), Binta Coker (2021), Isabelle Kyed (2023), och arkitekten Per Ahrbom (hederspris 2023).
2021 kom Johan Palmgrens dokumentärfilm "Benny och Kulturhuset" där en rad kollegor och Anne Sofie von Otter talar om Fredriksson och vad som hände kring publiceringarna.
År 2024 gav Johan Hilton ut boken Den siste teaterdirektören: Berättelsen om Benny Fredriksson. Boken beskrivs som analytisk och konsekvent, där han skärskådar de ansvariga för de publiceringar som kom att fällas i PO, och pulvriserar de bortförklaringar som givits kring dessa.

## Utmärkelser
Benny Fredriksson utsågs till månadens stockholmare i oktober 2003.

## Verk

### Filmografi
- 1986 – Sammansvärjningen (TV-serie)

### Teater

#### Roller i urval
| År   | Roll             | Produktion                                   | Regi                | Teater                 |
| ---- | ---------------- | -------------------------------------------- | ------------------- | ---------------------- |
| 1983 | Nick             | Vem är rädd för Virginia Woolf? Edward Albee | Lennart Kollberg    | Riksteatern            |
| 1988 | Pojken           | I lodjurets timma Per Olov Enquist           | Lennart Kollberg    | Riksteatern            |
| 1991 | Förmannen Arthur | Minns du den stad Per Anders Fogelström      | Johan Bergenstråhle | Stockholms stadsteater |
| 2015 | F.d. rektor      | Vågen Ron Jones                              | Carolina Frände     | Stockholms stadsteater |

#### Regi i urval
| År   | Produktion                                | Upphovsmän                                                   | Teater                 |
| ---- | ----------------------------------------- | ------------------------------------------------------------ | ---------------------- |
| 1994 | Himmelske Händel                          | Ture Rangström                                               | Drottningholmsteatern  |
| 1995 | Det är från polisen An Inspector Calls    | J.B. Priestley Översättning Carl-Edward Nattsén              | Stockholms stadsteater |
| 1996 | Trio till tidens ände                     | Lars Norén                                                   | Boulevardteatern       |
| 1997 | Vinterkärlek Skylight                     | David Hare                                                   | Riksteatern            |
| 1997 | Sommarnattens leende A Little Night Music | Stephen Sondheim och Hugh Wheeler Översättning Beppe Wolgers | Riksteatern            |
| 1998 | Makten & härligheten The Absence of War   | David Hare Översättning Christer Dahl                        | Stockholms stadsteater |
| 1999 | Piaf                                      | Pam Gems Översättning Bodil Malmsten                         | Stockholms stadsteater |
| 2001 | Systrarna                                 | Per Olov Enquist                                             | Stockholms stadsteater |